# Saint-Quentin-sur-Allan
Saint-Quentin-sur-Allan est une localité de La Ferté-Milon et une ancienne commune française, située dans le département de l'Aisne en région Hauts-de-France.

## Géographie
La commune avait une superficie de 5,74 km2.

## Histoire
La commune de Saint-Quentin-Louvry a été créée lors de la Révolution française. En 1926, la commune de Saint-Quentin-Louvry prend le nom de Saint-Quentin-sur-Allan.
Le 1er avril 1960, elle est supprimée à la suite d'un arrêté préfectoral du 4 mars 1960. Son territoire est alors rattaché à la commune voisine de La Ferté-Milon par le même arrêté.

## Administration
Jusqu'à sa suppression en 1960, la commune faisait partie du canton de Neuilly-Saint-Front dans le département de l'Aisne. Elle portait le code commune 02692. Elle appartenait aussi à l'arrondissement de Château-Thierry depuis 1801 et au district de Château-Thierry entre 1790 et 1795. La liste des maires de Saint-Quentin-sur-Allan est :
| Période                                  | Période | Identité | Étiquette | Qualité |
| ---------------------------------------- | ------- | -------- | --------- | ------- |
|                                          |         |          |           |         |
| Les données manquantes sont à compléter. |         |          |           |         |

## Démographie
Jusqu'en 1960, la démographie de Saint-Quentin-sur-Allan était :
| 1793 | 1800 | 1806 | 1821 | 1831 | 1836 | 1841 | 1846 | 1851 |
| ---- | ---- | ---- | ---- | ---- | ---- | ---- | ---- | ---- |
| 63   | 49   | 60   | 50   | 60   | 65   | 62   | 66   | 69   |

| 1856 | 1861 | 1866 | 1872 | 1876 | 1881 | 1886 | 1891 | 1896 |
| ---- | ---- | ---- | ---- | ---- | ---- | ---- | ---- | ---- |
| 62   | 63   | 60   | 49   | 60   | 62   | 46   | 44   | 41   |

| 1901 | 1906 | 1911 | 1921 | 1926 | 1931 | 1936 | 1946 | 1954 |
| ---- | ---- | ---- | ---- | ---- | ---- | ---- | ---- | ---- |
| 33   | 39   | 37   | 19   | 35   | 24   | 24   | 20   | 17   |